# Bidasar
Bidasar é uma cidade e um município no distrito de Churu, no estado indiano de Rajastão.

## Geografia
Bidasar está localizada a 27° 50′ N, 74° 18′ L. Tem uma altitude média de 304 metros (997 pés).

## Demografia
Segundo o censo de 2001, Bidasar tinha uma população de 30,103 habitantes. Os indivíduos do sexo masculino constituem 52% da população e os do sexo feminino 48%. Bidasar tem uma taxa de literacia de 45%, inferior à média nacional de 59.5%; a literacia no sexo masculino é de 56% e no sexo feminino é de 34%. 19% da população está abaixo dos 6 anos de idade.